# Cantón de Elna
El cantón de Elne era una división administrativa francesa, que estaba situada en el departamento de Pirineos Orientales y la región de Languedoc-Rosellón.

## Composición
El cantón estaba formado por siete comunas:
- Bages
- Corneilla-del-Vercol
- Elne
- Montescot
- Ortaffa
- Théza
- Villeneuve-de-la-Raho

## Supresión del cantón de Elne
En aplicación del Decreto n.º 2014-262 de 26 de febrero de 2014, el cantón de Elne fue suprimido el 22 de marzo de 2015 y sus 7 comunas pasaron a formar parte del nuevo cantón de La Llanura de Illiberri.